# Margarita Morozova
Margarita Morozova, född 1873, död 1958, var en rysk filantrop, konstmecenat och memoarskrivare.  Hon var en av grundarna till det Moskvabaserade Religiösa och Filosofiska Sällskapet (1905–1918) och direktör för Ryska Musikaliska Föreningen. Hon var gift med den rika konstkritikern Mikhail Morozov och avmålades av flera av tidens kända konstnärer. Hon stannade i Ryssland efter ryska revolutionen och hennes memoarer har utgivits. 